# Pasadena Open
O Pasadena Open foi um torneio masculino de golfe no PGA Tour, que foi disputado entre os anos de 1929 e 1938 no Brookside Golf Course, em Pasadena, Califórnia.

## Campeões
- 1938 (jan.) Henry Picard[2]
- 1936–37 Não houve torneio
- 1935 (dez.) Horton Smith (2)[3]
- 1934 Harold "Jug" McSpaden[4]
- 1933 Paul Runyan
- 1932 Craig Wood (2)[1]
- 1931 Harry Cooper[5]
- 1930 Tony Manero
- 1929 Horton Smith[6]
- 1929 (jan.) Craig Wood